# Abbots Langley
Abbots Langley è una parrocchia civile della contea dell'Hertfordshire, in Inghilterra.

## Storia
Le prime tracce di insediamenti umani nella zona sono stati registrati dall'archeologo sir John Evans (1823-1908). Il villaggio si trova su uno strato di argilla coperto da uno strato di ghiaia. Al tempo del Domesday Book, nel 1086, il paese era abitato da 19 famiglie.
L'area venne suddivisa in quattro tenute (Abbots Langley, Langleybury, Chambersbury, e Hyde).
Nel 1539, Enrico VIII, sequestrò Abbots Langley e lo vendette al suo ingegnere militare, sir Richard Lee.
La residenza di Abbots Langley fu lasciata in eredità da Francis Combe al Sidney Sussex College di Cambridge e al Trinity College di Oxford.
Le residenze di Langleybury e Chambersbury passarono alle famiglie Ibgrave e Child, e nel 1711 passarono a sir Robert Raymond, allora procuratore generale per l'Inghilterra e il Galles e Lord Chief Justice. Alla morte di suo figlio senza eredi, nel 1756, i possedimenti passarono alla famiglia Filmer.
La residenza di Hyde passò a Edward Strong nel 1714, che la lasciò in condivisione ai propri figli e ai loro discendenti (tra cui l'ammiraglio sir George Nares). Fu quindi in possesso della "Nares FM & Co", che ha vendette l'immobile alla British Land nel 1858.
A sud del villaggio si trovano i Leavesden Film Studios, dove sono state girante scene di diversi film (tra i quali GoldenEye, Il mistero di Sleepy Hollow e Harry Potter) e dove è stata realizzata l'attrazione turistica Warner Bros. Studio Tour London - The Making of Harry Potter.